# Walter Ulbrich
Pour les articles homonymes, voir Ulbrich.
Ne doit pas être confondu avec Walter Ulbricht.
Walter Ulbrich (15 juin 1910, Metz - 13 novembre 1991, Unterpfaffenhofen) est un scénariste et producteur de films allemand. Il fut notamment scénariste du film  Unter den Brücken en 1944.

## Biographie
Walter Ulbrich naît le 15 juin 1910, à Metz, une ville de garnison animée d'Alsace-Lorraine. Walter Ulbrich consacra sa vie au septième art. Il est surtout connu pour l'écriture et la production de mini-séries pour la télévision ouest-allemande, dans les années 1960 et 1970. Se fondant principalement sur des classiques de la littérature mondiale, comme Robinson Crusoé ou Le Loup des mers, ces coproductions franco-allemandes étaient traditionnellement diffusées à la télévision ouest-allemande en décembre, et sont donc également connues sous le nom « Weihnachtsvierteiler ».
En tant qu'écrivain, Walter Ulbrich a toujours considéré l’écriture comme un processus important dans la création, essayant de s'assurer que ses productions seraient à la fois crédibles et surprenantes. Le 27 avril 1970, Ulbrich a fondé sa propre société de production, « Tele München Gruppe » (TMG). En 1980, la société « Concorde Filmverleih » a été fondée, pour la distribution.
Les productions Ulbrich ont toutes été réalisées en coopération avec la chaîne de télévision ZDF et d'autres partenaires internationaux, en particulier la France ou la Roumanie. Ulbrich n’a peut-être pas inventé la coopération internationale des productions télévisées, mais ses séries télévisées ont démontré la faisabilité d’une production télévisuelle de qualité, utilisant un mélange éclectique de nationalités, devant et derrière la caméra.
Walter Ulbrich s'éteignit le 13 novembre 1991 à Unterpfaffenhofen, en Haute-Bavière.

## Filmographie
- 1944 : Sous les ponts
- 1949 : Wohin die Züge fahren
- 1952 : Türme des Schweigens
- 1957 : Rose Bernd
- 1958 : Solange das Herz schlägt
- 1959 : Sans tambour ni trompette
- 1959 : Raubfischer in Hellas
- 1961 : Le Goût de la violence
- 1961 : Schwarzer Kies

### Télévision
- 1964 : Les Aventures de Robinson Crusoé (en) de Jean Sacha
- 1965 : Don Quijote (de) de Carlo Rim, Jacques Bourdon et Louis Grospierre
- 1966 : L'Île au trésor (en) de Wolfgang Liebeneiner et Jacques Bourdon
- 1968 : Les Aventures de Tom Sawyer (de) de Wolfgang Liebeneiner
- 1969 : La Légende de Bas-de-Cuir de Jean Dréville, Pierre Gaspard-Huit et Sergiu Nicolaescu
- 1971 : Le Loup des mers (de) de Wolfgang Staudte et Sergiu Nicolaescu
- 1973 : Joseph Balsamo d'André Hunebelle
- 1974 : Deux ans de vacances de Gilles Grangier et Sergiu Nicolaescu
- 1975 : L'Appel de l'or[4] de Wolfgang Staudte et Sergiu Nicolaescu
- 1976 : Michel Strogoff de Jean-Pierre Decourt
- 1977 : L'Or des Incas (Das verschollene Inka-Gold) de Wolfgang Staudte
- 1978 : Les Aventures de David Balfour (de) de Jean-Pierre Decourt
- 1979 : Mathias Sandorf (de) de Jean-Pierre Decourt
- 1980 : Les Aventures de Caleb Williams de Herbert Wise
- 1981 : La Nouvelle Malle des Indes de Christian-Jaque
- 1982 : Der schwarze Bumerang (de) de George Miller et Wolf Dietrich (de)
- 1983 : L'Homme de Suez de Christian-Jaque

## Sources
- Oliver Kellner; Ulf Marek: Seewolf & Co. - Die großen Abenteuervierteiler des ZDF, Schwarzkopf & Schwarzkopf, Berlin.
- Kay Weniger: Zwischen Bühne und Baracke. Lexikon der verfolgten Theater-, Film- und Musikkünstler 1933 bis 1945. Metropol, Berlin, 2008.
- Walter Ulbrich (1910–1991) sur imdb.com